# Crasto
Crasto é uma povoação portuguesa do Município de Ponte da Barca que foi sede da extinta Freguesia de Crasto, freguesia que tinha 4,98 km² de área e 458 habitantes (2011).
A Freguesia de Crasto foi extinta (agregada) pela reorganização administrativa de 2012/2013, tendo o seu território sdo agregado ao das Freguesias de Ruivos e Grovelas para criar a União das Freguesias de Crasto, Ruivos e Grovelas.
A Freguesia de Crasto era uma das poucas freguesias portuguesas territorialmente descontínuas, consistindo em duas partes de extensão semelhante, separadas pelas freguesias de Boivães, Grovelas e Ruivos (as duas últimas entretanto também extintas), do mesmo município: uma parte a nordeste (com diversos lugares, incluindo a sede de freguesia) e uma parte a sudoeste (lugar de Porto Bom).

Antigas freguesias que deram origem à União das Freguesias de Crasto, Ruivos e Grovelas (Ponte da Barca).

## População
| População da freguesia de Crasto | População da freguesia de Crasto | População da freguesia de Crasto | População da freguesia de Crasto | População da freguesia de Crasto | População da freguesia de Crasto | População da freguesia de Crasto | População da freguesia de Crasto | População da freguesia de Crasto | População da freguesia de Crasto | População da freguesia de Crasto | População da freguesia de Crasto | População da freguesia de Crasto | População da freguesia de Crasto | População da freguesia de Crasto |
| -------------------------------- | -------------------------------- | -------------------------------- | -------------------------------- | -------------------------------- | -------------------------------- | -------------------------------- | -------------------------------- | -------------------------------- | -------------------------------- | -------------------------------- | -------------------------------- | -------------------------------- | -------------------------------- | -------------------------------- |
| 1864                             | 1878                             | 1890                             | 1900                             | 1911                             | 1920                             | 1930                             | 1940                             | 1950                             | 1960                             | 1970                             | 1981                             | 1991                             | 2001                             | 2011                             |
| 609                              | 592                              | 693                              | 592                              | 698                              | 706                              | 702                              | 744                              | 752                              | 746                              | 646                              | 636                              | 509                              | 509                              | 458                              |

| Distribuição da População por Grupos Etários | Distribuição da População por Grupos Etários | Distribuição da População por Grupos Etários | Distribuição da População por Grupos Etários | Distribuição da População por Grupos Etários | Distribuição da População por Grupos Etários | Distribuição da População por Grupos Etários | Distribuição da População por Grupos Etários | Distribuição da População por Grupos Etários | Distribuição da População por Grupos Etários |
| -------------------------------------------- | -------------------------------------------- | -------------------------------------------- | -------------------------------------------- | -------------------------------------------- | -------------------------------------------- | -------------------------------------------- | -------------------------------------------- | -------------------------------------------- | -------------------------------------------- |
| Ano                                          | 0-14 Anos                                    | 15-24 Anos                                   | 25-64 Anos                                   | > 65 Anos                                    |                                              | 0-14 Anos                                    | 15-24 Anos                                   | 25-64 Anos                                   | > 65 Anos                                    |
| 2001                                         | 87                                           | 87                                           | 238                                          | 97                                           |                                              | 17,1%                                        | 17,1%                                        | 46,8%                                        | 19,1%                                        |
| 2011                                         | 52                                           | 62                                           | 219                                          | 125                                          |                                              | 11,4%                                        | 13,5%                                        | 47,8%                                        | 27,3%                                        |

## Património
Esta antiga freguesia apresentava como património de maior relevo o Mosteiro de S. Martinho de Crasto, templo românico de finais do século XII, que pertenceu ao antigo Mosteiro dos Cónegos Regrantes de Santo Agostinho, e está classificado como Monumento Nacional (IPPAR). 